# Sage vom schatzhütenden Burgfräulein auf Jörgenberg

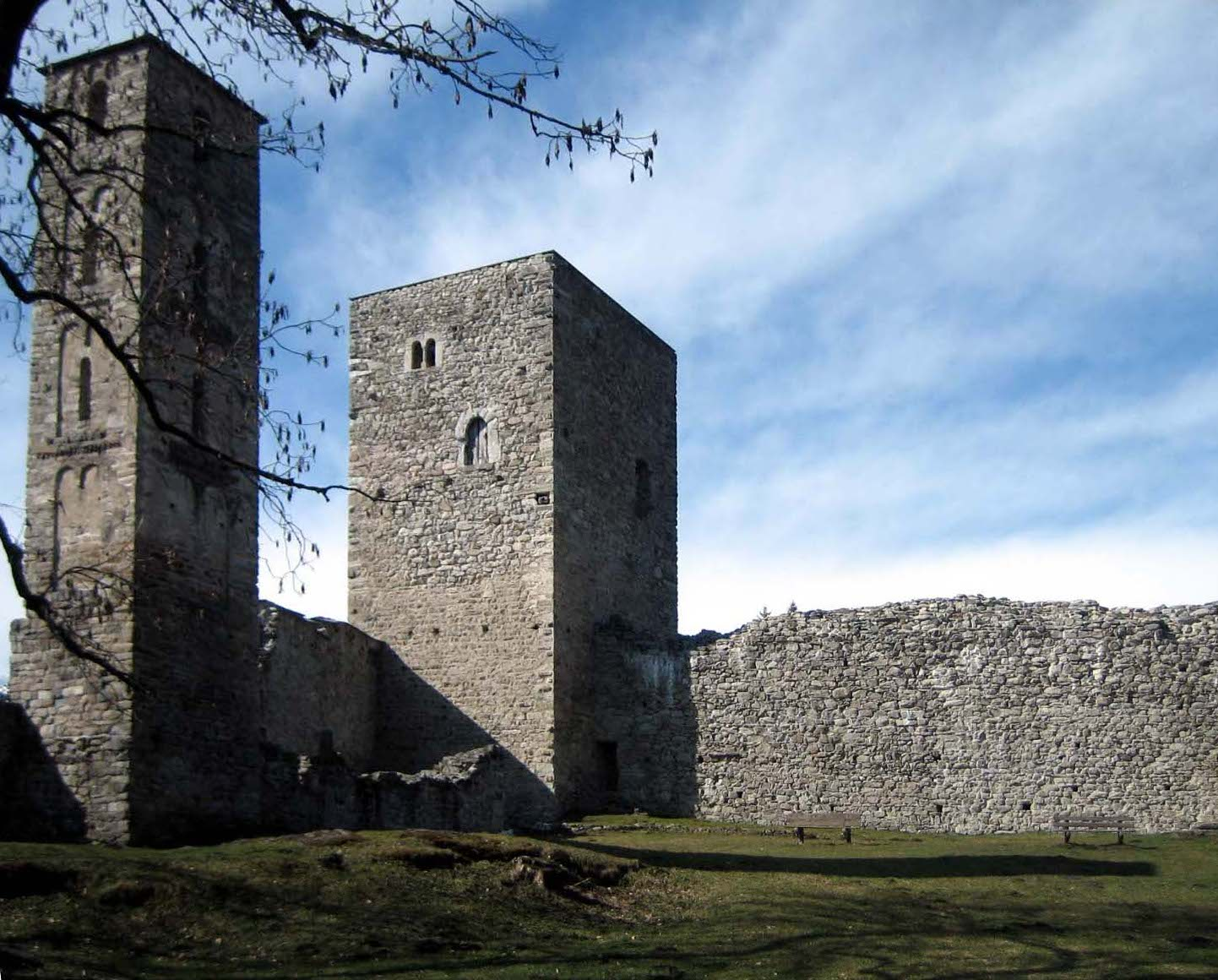
Der Innenhof der Ruine, wo sich die magischen Kreise zeigten, mit den Türmen, in denen die Jungfrau mit dem Goldschatz liegt und wartet

Die Sage vom schatzhütenden Burgfräulein auf Jörgenberg ist in Waltensburg/Vuorz in der Surselva beheimatet und spielt bei der Burg Jörgenberg.

## Inhalt
An einem Winterabend in früherer Zeit fuhr die Dorfjugend mit Schlitten nach Waltensburg hinab. Kräftige Knaben lenkten die Gefährte, hinter den meisten sass jeweils ein Mädchen. Den Schluss des Schlittenzugs machte der Jüngste. In seinem Rücken sass eine Jungfrau von atemberaubender Schönheit, so dass er sich kaum getraute sich umzuschauen geschweige denn sie anzusprechen.
Endlich überwand er sich und fragte, wer sie sei und von wo sie komme. Sie antwortete, sie sei das Burgfräulein von der Jörgenburg. Dort warte sie seit vielen Jahren darauf, dass ein Jüngling sie erlöse. Das gelinge nur demjenigen, der es schaffe, bis zum Geläute der Morgenglocke standhaft in von ihr selbst gezogenen Kreisen zu bleiben.
So sprach sie und verschwand danach.
Der junge Mann hatte ein mulmiges Gefühl, doch der Reiz der Jungfrau und die Aussicht, sie zu erhalten, waren in seinem Herzen übermächtig. Flechten trug sie an ihrem Körper, die wie fliessendes Gold prangten.
So machte er sich um Mitternacht auf zur Ruine. Das Burgfräulein erwartete ihn, bekleidet mit edlem Gewand. Es zog sogleich die magischen Kreise, um sich dann zu entfernen. Nun bedrängten den Jüngling auf einmal Rosse und Reiter, schrecklich anzusehen. Und Wesen, die er nicht benennen konnte, zerrten und rissen an ihm, um ihn aus den Bahnen der Kreise herauszudrängen. Doch der Bursche blieb standhaft und harrte aus.
Schliesslich vernahm er zu seiner Freude den Schlag der Morgenglocke aus dem Dorf in der Ferne. Und er meinte, die erste Morgendämmerung wahrnehmen zu können. Frohgemut sprang er heraus aus den Kreisen, und in der Tat stand plötzlich die Jungfrau neben ihm. Doch sie weinte und wehklagte, dass sie noch viele Jahrhunderte mit all ihrem Gold im finsteren Turm liegenbleiben müsse. Sie sagte es und liess den erschütterten Jüngling zurück.
Der Klang der Glocke und der Schleier der Morgendämmerung – sie waren nichts als nur ein böser Zauber gewesen, um den Jüngling in die Irre zu führen. Das traf den Jungen schwer.

## Quelle
- Die Sage vom schatzhütenden Burgfräulein auf Jörgenberg, in: Märchenhaftes Wandern. Auf den Spuren von Bündner Sagen und Märchen, 2. Auflage 2003, Terra Grischuna Verlag Chur, S. 34f.